# Adenoma de hipófise
Adenoma de hipófise ou de pituitária é um tumor não-maligno que ocorre na hipófise. Os adenomas de hipófise são, geralmente, divididos em três categorias, dependendo de seu comportamento biológico: adenoma benigno, adenoma invasivo ou carcinoma. Na maioria dos casos trata-se de adenoma benigno e aproximadamente 35% correspondem a adenomas invasivos, enquanto apenas de 0,1% a 0,2% são carcinomas. O tumor de pituitária representa de 10% a 25% de todas as neoplasias intracranianas e a prevalência média na população em geral é de quase 17%.
Os adenomas que excedem o tamanho de 10 mm são definidos como macroadenomas e aqueles inferiores a 10 mm são referidos como microadenomas. A maioria dos adenomas de hipófise é classificada como microadenoma e tem uma prevalência estimada em 16,7% (14,4% nos estudos em autópsias e 22,5% em estudos radiológicos). Grande parte dos microadenomas de hipófise frequentemente não é diagnosticada e aqueles que chegam a ser diagnosticados são caracterizados como um achado incidental.
A dura-máter, o crânio e o osso esfenoide podem ser invadidos pelos adenomas de hipófise em sua forma invasiva. Embora, anteriormente, tenha-se acreditado que os adenomas de pituitária clinicamente ativos fossem raros, estudos recentes têm sugerido que eles podem afetar aproximadamente uma pessoa em 1000, na população em geral.

## Anatomia e função
A glândula pituitária ou hipófise é chamada, frequentemente, de "glândula mestra" do corpo humano. Parte do eixo hipotálamo-hipófise, ela controla inúmeras funções endócrinas no organismo, através da liberação de vários hormônios no interior do sistema circulatório. A hipófise se localiza inferiormente ao cérebro, em uma depressão (fossa) do osso esfenoide conhecida como sela túrcica. Apesar de estar anatômica e funcionalmente conectada ao cérebro, a glândula pituitária é envolvida pela dura-máter e está fora da barreira hematoencefálica. Ela está separada do espaço subaracnóideo pelo diafragma da sela, logo a aracnoide e o fluido cerebroespinal não podem acessar a sela túrcica.

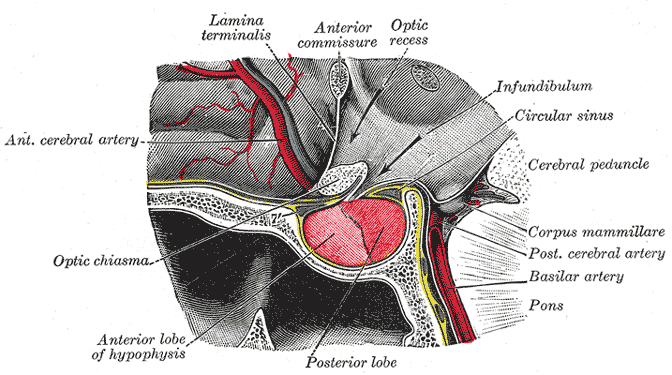
Anatomia da hipófise, localizada no interior da sela túrcica e dividida em dois lobos (anterior ou adenoipófise e posterior ou neuroipófise).

A hipófise é dividida em dois lobos, o lobo anterior, que compreende dois terços do volume da glândula, e o lobo posterior (um terço do volume), separados entre si pela pars intermedia.
O lobo posterior (lobo neural ou neuroipófise) da glândula pituitária não é, apesar do nome, uma glândula verdadeira. O lobo posterior contém axônios de neurônios que se estendem do hipotálamo, com o qual está conectado pelo talo hipofisário. Os hormônios vasopressina e ocitocina, produzidos pelos neurônios dos núcleos supraóptico e paraventricular do hipotálamo, são armazenados no lobo posterior e liberados nas terminações axônicas (dendritos) localizadas no lobo.
O lobo anterior da hipófise (adenoipófise) é uma glândula verdadeira que produz e secreta seis hormônios diferentes: o hormônio estimulador da tireoide (TSH), o hormônio adrenocorticotrópico (ACTH), o hormônio folículo estimulante (FSH), o hormônio luteinizante (LH), o hormônio do crescimento (GH) e a prolactina (PRL).

## Classificação
Os adenomas de hipófise são classificados por critérios anatômicos, histológicos e funcionais.
Anatomicamente, os tumores de hipófise são classificados por seu tamanho, baseado em imagens radiológicas, entre microadenomas (menor de 10 mm) ou macroadenomas (igual ou maior do que 10 mm), em quatro graus (I-IV):
- Estágio I: microadenomas (<1 cm), sem expansão selar.
- Estágio II: macroadenomas (≥1 cm), podendo haver extensão selar.
- Estágio III: macroadenomas, com alargamento e invasão do assoalho ou extensão supra-selar.
- Estágio IV: destruição da sela.

A classificação histológica utiliza uma caracterização imunoistológica do tumor, com base em sua produção hormonal. Historicamente, os adenomas eram classificados como basofílicos, acidofílicos ou cromófobos, com base na afinidade tintorial pelos corantes hematoxilina e eosina. Essa classificação caiu em desuso, em favor da classificação baseada em que tipo de hormônio o tumor secreta. Aproximadamente 20-25% dos adenomas não secreta nenhum hormônio ativo facilmente identificável (tumores não-funcionantes) e são, muitas vezes, ainda referidos como "cromófobos".
A classificação funcional é baseada na atividade endócrina dos tumores determinada pelos níveis séricos dos hormônicos, detectados por análise imuno-histoquímica. O valor do "Percentual de casos secretantes" representa a fração de adenomas produtores de cada hormônio relacionado com cada tipo de tumor, comparado ao total de casos de tumores de hipófise e não diretamente relacionado à porcentagem de cada tipo de tumor, por causa das incidências maiores ou menores de ausência de secreção do hormônio esperado. Assim, adenomas não-secretores podem ser de células nulas ou adenomas mais específicos que, no entanto, continuam não-secretores.
| Tipo de adenoma                        | Secreção                                                                                   | Afinidade tintorial                          | Patologia                                                           | Percentual de casos secretantes                   |
| adenomas lactotróficos (prolactinomas) | secreta prolactina                                                                         | acidofílico                                  | galactorreia, hipogonadismo, amenorreia, infertilidade e impotência | 30%                                               |
| adenomas somatotróficos                | secreta hormônio do crescimento (GH)                                                       | acidofílico                                  | acromegalia (gigantismo)                                            | 15%                                               |
| adenomas corticotróficos               | secreta hormônio adrenocorticotrópico (ACTH)                                               | basofílico                                   | Doença de Cushing                                                   |                                                   |
| adenomas gonadotróficos                | secreta hormônio luteinizante (LH), hormônio folículo estimulante (FSH) e suas subunidades | basofílico                                   | geralmente não causa sintomas                                       | 10%                                               |
| adenomas tireotróficos (raro)          | secreta hormônio estimulador da tireoide (TSH)                                             | basofílico a cromófobo                       | ocasionalmente, hipertiroidismo, geralmente não causa sintomas      | Menos de 1%                                       |
| adenomas de células nulas              | não secreta hormônios                                                                      | podem corar positivamente para sinaptofisina |                                                                     | 25% dos adenomas de pituitária são não-secretores |